# 考波斯堡足球俱樂部
考波斯堡足球俱樂部（Kaposvári Rákóczi FC）是匈牙利的一家足球俱樂部。位於考波什堡。俱樂部的主場球場是考波斯堡球場。球隊目前參加匈牙利足球甲級聯賽的賽事。

## 外部連結
- Official website （页面存档备份，存于） （匈牙利文）
- Kaposvári Rákóczi FC Supporters site （匈牙利文）